# Sorry, Sorry
Sorry, Sorry è il terzo album della boy band coreana Super Junior, pubblicato il 12 marzo 2009 in Corea del Sud. Sorry, Sorry è stato un enorme successo di pubblico e critica in Asia, diventando nel 2009 l'album in lingua coreana più venduto in Corea del Sud, Taiwan, Thailandia, Cina e Filippine. Rappresenta anche l'album più venduto nella carriera dei Super Junior: in meno di una settimana dall'annuncio della prevendita dell'album, oltre 150000 copie erano state prenotate. Secondo le classifiche di vendita sudcoreane, l'album debuttò alla prima posizione con oltre 30000 copie vendute il primo giorno.

## Tracce
1. Sorry, Sorry – 3:52
2. 니가 좋은 이유 (Why I like you) – 3:45
3. 마주치지 말자 (Let's not...) – 3:40
4. 앤젤라 (Angela) – 3:21
5. Reset – 3:43
6. Monster – 3:48
7. What if – 3:26
8. 이별... 넌 쉽니 (Heartquake) (feat. TVXQ's U-Know & Micky) – 4:07
9. Club No.1 (feat. Lee Yeon-hee) – 3:09
10. Happy Together – 3:34
11. 죽어있는 것 (Dead at heart) – 4:09
12. Shining Star – 3:25

Bonus Track
1. 그녀는 위험해 (She Wants It)1 - 3:55
2. 너라고 (It's You)1 - 3:51
3. 사랑이 죽는 병 (Love Disease)1 - 3:30
4. 첫번째 이야기 (Love U More)1 - 3:08
5. Sorry, Sorry2 (Japanese version) - 3:52

1 Bonus track della versione coreana.
2 Bonus track della versione giapponese.

## Singoli
- Sorry, Sorry (2009)
- It's You (2009)